# Alexander H. Holley

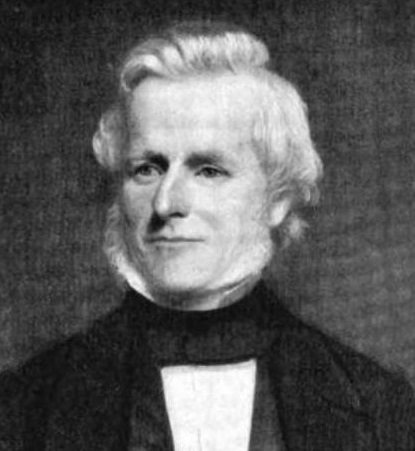
Alexander H. Holley

Alexander Hamilton Holley (* 12. August 1804 in Salisbury, Litchfield County, Connecticut; † 2. Oktober 1887) war ein US-amerikanischer Politiker und von 1857 bis 1858 Gouverneur des US-Bundesstaates Connecticut. Er war Mitglied der Whig Party.

## Frühe Jahre und politischer Aufstieg
Alexander Hamilton Holley besuchte die öffentlichen Schulen in Massachusetts, Connecticut und New York. Anschließend stieg er in das Geschäft seines Vaters ein und wurde 1854 Präsident der Holley Manufacturing Company, eine Stellung, die er sein ganzes Leben lang behielt. Er war auch Direktor und Präsident der Salisbury Iron Bank sowie Direktor der Connecticut Western Railroad. Danach trat er Connecticuts Miliz bei und stieg über alle Dienstgrade zum Divisionsinspektor auf. Er entschloss sich 1844 in die Politik zu gehen und war zu der Zeit als Delegierter bei der Whig National Convention dabei. Zehn Jahre später, 1854, wählte man ihn zum Vizegouverneur von Connecticut.

## Gouverneur von Connecticut
Holley wurde 1857 zum Gouverneur von Connecticut gewählt. Während seiner Amtszeit entschied das Supreme Court den Fall Dred Scott (siehe Dred Scott v. Sandford), welchen beide, die Legislative und der Gouverneur, bemängelten und als demokratisch pro-Sklaven-intrigant zitierten. Holleys Administration empfahl auch die Auflage für die gerade erst Eingebürgerten, ein Jahr lang zu warten, bevor diese wahlberechtigt sein sollten. Holley wurde nicht erneut nominiert und zog sich aus dem öffentlichen Dienst zurück.
Er verstarb am 2. Oktober 1887 und wurde auf dem Friedhof von Salisbury beigesetzt.